# Эвристика доступности
Эври́стика досту́пности (англ. availability heuristic) — это интуитивный процесс, в котором человек оценивает событие как более частое или более вероятное по степени лёгкости, с которой ассоциированные события приходят на ум, более вероятным или часто происходящим кажется то, что легче вспоминается. При подобной оценке человек полагается на ограниченное количество примеров или случаев. Это  упрощает комплексную задачу оценки вероятности и прогнозирования значимости события до простых суждений, основанных на собственных воспоминаниях, поэтому такой процесс является необъективным. Например, человек оценивает степень риска возникновения инфаркта у людей среднего возраста, припоминая подобные случаи среди своих знакомых.

## История вопроса
До середины XX века преобладала точка зрения, что человек является существом рациональным. В 1957 году американский учёный в области социальных, политических и экономических наук Герберт Саймон написал работу, в которой утверждал, что рациональность человека при принятии решений ограничена.  Согласно его концепции, люди пытаются принимать рациональные решения, но в силу когнитивных ограничений (доступной для анализа информации) они не могут быть полностью рациональными. Для описания этого феномена Саймон ввёл понятие ограниченной рациональности. В 1978 году его работа была удостоена Нобелевской премии по экономике «за новаторские исследования процесса принятия решений в экономических организациях, в фирмах».
В 1967 году Чапман описал необъективность человека в суждении о взаимосвязи двух событий. Его эксперименты показали, что часто человек судит о том, что два события взаимосвязаны, по силе ассоциаций одного события с другим. Этот феномен получил название иллюзорной корреляции. 
Дальнейшие исследования Тверски и Канемана привели к прогрессу в понимании неосознанного мышления человека (эвристике). В своей основной работе «Принятие решений в неопределённости: правила и предубеждения» (Тверски, Канеман, 1974) они выделили три типа эвристик: эвристику репрезентативности, эвристику доступности и корректировку и закрепление. Эту тему они развили и в других своих совместных работах. Канеман в 2002 году получил Нобелевскую премию по экономике «за применение психологической методики в экономической науке, в особенности — при исследовании формирования суждений и принятия решений в условиях неопределённости» (совместно с В. Смитом).

## Основные положения теории
Лёгкость воспоминания  – полезная подсказка при оценке частоты или вероятности события, потому как естественно, что примеры  частых событий вспоминаются лучше и быстрее, чем примеры менее частых событий. Но зависимость оценки от лёгкости воспоминания приводит к необъективности и, как следствие, к систематическим ошибкам, так как на лёгкость воспоминания влияют и другие факторы. Тверски и Канеман выделяют несколько  таких факторов, приводящих к необъективности, то есть к эвристике доступности.

##### Необъективность, основанная на нахождении примеров
Согласно Тверски и Канеману, одним из факторов является близкое знакомство человека с информацией. Этот фактор иллюстрируется следующим экспериментом. Испытуемым было предложено прослушать список, состоящий из имён знаменитостей обоих полов, и ответить на вопрос, людей какого пола в списке было больше. Разные списки были предложены разным группам людей. В одном списке мужчины были относительно известнее, чем женщины, и в другом списке наоборот. В каждом случае испытуемые ошибочно определили, что в списке было больше представителей того пола, который был представлен более известными людьми.
Другим фактором является значимость, или прямое воздействие. Это работает по принципу «лучше один раз увидеть, чем сто раз услышать». Так, например, на уверенность человека в  том, что его жильё может загореться, личное присутствие на месте пожара влияет больше, чем прочтение об этом в местной газете.
Третий фактор – это давность события. Недавно полученная информация вспоминается легче, чем то, что произошло давно. Субъективные опасения попасть в ДТП возрастают, когда человек видит на обочине перевёрнутую машину, но по прошествии времени увиденное забывается и степень страха снижается.

##### Необъективность, основанная на эффективности поиска
Для иллюстрации фактора эффективности поиска был проведён следующий эксперимент. Испытуемым задали вопрос: если взять наугад из любого текста любое слово, состоящее из трёх и более букв, то какая вероятность выше: что слово будет начинаться на букву «r» или что буква «r» будет в слове третьей? Испытуемые ответили на этот вопрос, основываясь на том, сколько они смогли придумать слов, начинающихся на «r», и сколько слов, в которых буква «r» стоит третьей, а также на оценке лёгкости, с которой слова этих двух типов приходили им на ум. Так как вспоминать слова по их первой букве легче, чем по третьей, испытуемые сделали вывод, что слова, начинающиеся на «r» более многочисленны, нежели слова, где «r» стоит третьей. И такие выводы были сделаны для любых согласных, даже для таких как «r» или «k», которые в третьей позиции встречаются чаще, чем в первой (данные этого эксперимента справедливы для английского языка, на котором был проведён эксперимент).

##### Необъективность, основанная на способности воображать
Воображение играет важную роль в оценке вероятности того или иного события в реальности. Например, риск, связанный с авантюрной экспедицией, оценивается путём представления трудностей, с которыми экспедиция не справится. Если множество таких трудностей представлено ярко, то предприятие будет казаться чрезвычайно опасным, хотя лёгкость, с которой бедствия воображаются, не отражает их реальной вероятности. И наоборот, риск может быть сильно недооценён, если некоторые трудности либо тяжело вообразить, либо вообще не приходят на ум.

##### Необъективность, основанная наиллюзорной корреляции
Суждение о том, как часто два события сосуществуют, может основываться на силе ассоциативной связи между ними. Данный феномен был проиллюстрирован следующим экспериментом. Группе испытуемых дали ознакомиться с информацией о нескольких предположительно психически больных. Информация состояла из диагноза каждого больного и рисунка человека, сделанного этим больным. Диагнозы и рисунки были показаны испытуемым, и затем они должны были оценить, как часто каждый диагноз (например, паранойя или подозрительность) сопровождался различными особенностями рисунка (например, своеобразные глаза). Испытуемые значительно переоценили частоту совпадения естественных ассоциаций (например, диагноз паранойи или подозрительности и своеобразные глаза).
Когда ассоциация сильна, можно сделать вывод, что события взаимосвязаны. В данном эксперименте иллюзорная корреляция между подозрительностью и своеобразным рисунком глаз связана с тем, что подозрительность сильнее всего ассоциируется с глазами, чем с какими-либо другими частями тела.

## Эвристика доступности в массовой культуре

##### В рекламе
Компании, которые хотят преуспеть в продаже своих продуктов, тратят огромные деньги на их рекламу. Например, корпорация Apple, которая проводит масштабную рекламную кампанию каждого своего нового продукта, хотя может возникнуть вопрос, зачем, если человек всё равно не запомнит все характеристики новой модели и не сможет сравнить их с характеристиками моделей других компаний. Одна из причин, почему Apple тратит огромные деньги на рекламу, это эвристика доступности. Когда перед человеком встанет вопрос, какой смартфон ему выбрать, он будет сильно опираться на свои воспоминания, что он часто слышал или видел информацию об этом бренде и конкретно об этой модели. То же самое можно сказать про любой продукт любой компании: эвристика доступности делает рекламу полезной для предпринимателей.

##### В медиа
Многие люди считают, что вероятность смерти от нападения акулы (по статистике: 1 из 300 млн случаев) выше, чем от удара падающей частью самолёта (по статистике: 1 из 10 млн случаев), в то время как, согласно статистике, больше людей погибает по второй причине. Ошибочное суждение в данном случае возникает из-за того, что смертельные случаи нападения акул широко освещаются в СМИ, а информация о гибели в результате удара частью падающего самолёта попадает в СМИ редко.